# 현대 i30 N
현대 i30 N (Hyundai i30 N)은 대한민국의 현대자동차가 2017년 7월 13일 유럽에서 공개하여 판매중인 준중형 해치백의 고성능 모델이다. 2016년에 발표된 3세대(PD)의 유럽형 모델을 기반으로 제작되고 있으며 N 브랜드의 최초 모델이다. 유럽 현지에서 생산되는 차량이기에 대한민국에는 판매하지 않는 모델이다.

## 1세대(PDe N)

### i30 N(2017년 7월 13일~2021년 4월 30일)

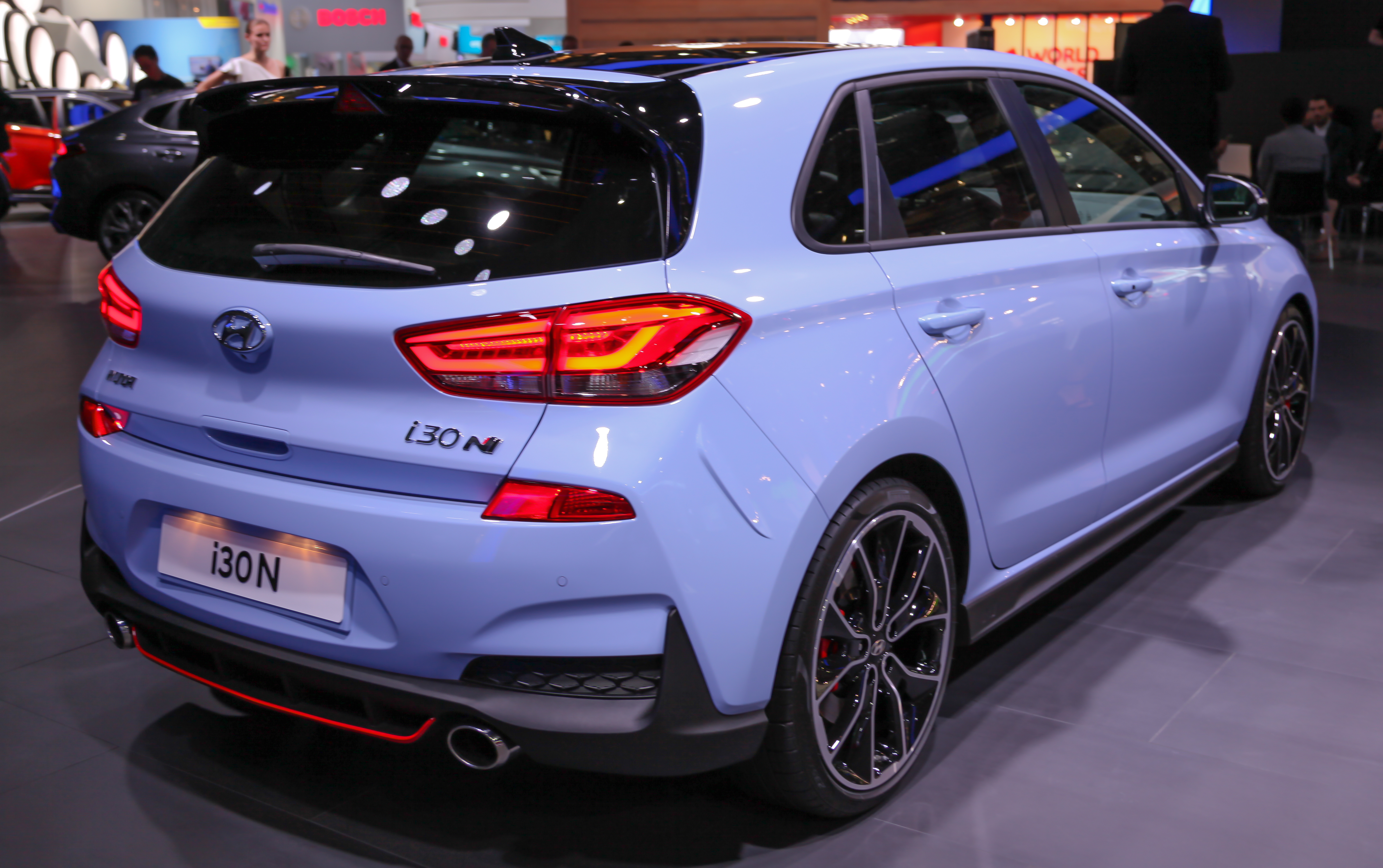
현대 i30 N 후측면

2017년 7월 13일, 현대자동차 유럽영업본부가 위치한 독일에서 i30 N을 최초로 공개하고 시판하기 시작했다. i30 N은 최초의 N 모델로서 기본형 모델의 출력은 250ps 퍼포먼스 패키지 모델의 출력은 275ps로 발표 되었으며, 이 엔진은 2016년 5월 26일, 현대자동차는 2세대 i30 3도어 모델을 기반으로 하는 현대 N 브랜드의 선행 개발차량을 2016년 뉘르부르크링 24시간 내구 레이스에 출전 차량의 것을 기반으로 하고 있다.
엔진은 6세대 쏘나타부터 적용하기 시작한 터보 GDi 엔진(G4KH)를 기반으로 하고 있으며, N 모델을 위한 터보차져 및 고압 펌프 등이 별도로 적용된 스포츠 세팅을 가지고 있다. 모체가 되는 i30 3세대 모델과 마찬가지로 전륜구동 방식을 사용하고 있으며 수동변속기 만을 제공하고 있다, 수동변속기는 이전까지 준중형 모델에서 사용하던 싱글 파이널 기어 변속기가 아닌 중형 및 중형 디젤SUV에서 사용하던 듀얼 파이널 기어 변속기(M6GF2)를 적용했으며 출력에 맞는 별도의 클러치를 적용함과 동시에 스포티한 기어 변속을 위해서 작동 범위가 짧아진 체인지 레버를 적용했다.
고성능 모델로서 특징적인 장치가 다수 적용되었는데 전자식 스티어링 기어박스가 기본모델에 적용되는 컬럼 타입 C-MDPS에서 랙 타입 R-MDPS로 변경되었다. 기어 변속시 엔진의 회전수를 최적화하여 시프트 다운 및 시프트 업 동작에서 엔진 회전수를 보정해주는 레브 매칭(Rev Matching)이 적용되었고 출력(최대토크 2.5kg.m)을 일시적(18초)으로 향상 시켜주는 오버부스트(Over Boost) 기능이 적용되었으며, 정지 상태에서 빠른 가속을 지원하는 런치 컨트롤(Launch Control)을 탑재했다. 런치 컨트롤 사용시 0-100Km/h 가속은 기본형 모델이 6.4초, 퍼포먼스 패키지 모델이 6.1초로 발표되었다.
퍼포먼스 패키지 선택시 전자식 차동 제한 장치인 N 코너 카빙 디퍼렌셜(e-LSD)가 추가되며 주행 모드에 따라서 배기음이 변경되는 가변 배기 시스템, 서스펜션의 감쇄력이 변경되는 전자 제어 서스펜션(ECS)가 추가되고 차체 강성을 높혀주는 스티프 바가 추가된다.
N 모델 전용으로 설계된 전륜 345mm, 후륜 314mm의 디스크 로터가 적용된 고성능 브레이크 시스템이 적용되어 있으며 에어 가이드를 적용하여 전면 범퍼를 통해 브레이크 냉각을 돕고 있다. i30 N은 기본적인 노멀, 에코, 스포츠의 3개 주행모드 이외에도 최대의 성능을 발휘할 수 있는 N 모드를 지원하고 있다. 엔진, 레브매칭, e-LSD, 배기음의 파워 트레인과 서스펜션의 감쇄력, 스티어링 피드백, 차체 자세제어 장치 등을 개별로 설정하여 이를 별도로 저장 할 수 있는 커스텀 모드를 지원한다.
외관에 있어서 스포티한 주행성을 위해 지상고를 낮춘 서스펜션을 기본적으로 적용하고 있으며 기본형 모델 대비 외관은 전면 범퍼가 브레이크 냉각을 위한 덕트가 추가되면서 디자인이 변경되었고, 측면에 사이드 스커트를 추가함과 동시에 리어 범퍼 하단 부에 윙릿 디자인을 추가하여 에어로 다이나믹스 성능을 보강했으며, 리어 해치의 상단에 삼각 제동 등이 포함된 스포일러가 추가 되었다. 삼각 제동 등은 이후 N 차량의 디자인적 아이덴티티가 된다.
해당 범퍼의 디자인이 변경되어 있으며 트윈 테일 머플러가 적용되었다.
기본형 모델에는 미쉐린의 퍼포먼스 타이어인 파일럿 스포츠4 225/40R18 사이즈 타이어가 적용된 18인치 휠이 장착되며, 퍼포먼스 패키지 모델에는 피렐리의 퍼포먼스 타이어인 P-Zero 4 235/35ZR19 사이즈 타이어가 적용된 19인치 휠이 장착된다. 타이어는 현대 N 모델에 맞춰서 별도로 배합된 컴파운드 및 세팅을 강조하는 HN(Hyundai N) 로고가 각인되어 있다.
i30 N은 2017년 유럽에서 출시 이후 28,000대 이상이 판매되었으며 전 세계적으로 54,000대 이상이 판매되었다. 2018년 Auto Bild Sports Car of the Year 2018를 수상했으며 2020년에도 2020 Auto Bild Sports Cars Award의 "Small and Compact Car" 부문에서 "Import Winner"로 선정되었다.

### i30 N 모델 트림간의 간의 차이점
| 모델 트림                 | Standard                           | N Performance Package         |
| 최고출력                  | 250 PS                             | 275 PS                        |
| 최대토크                  | 36kg.m/1,500 ~ 4,000rpm            | 36kg.m/1,500 ~ 4,700rpm       |
| 구동방식                  | FF                                 | FF + E-LSD                    |
| 공차 중량                 | 1,400 kg                           | 1,429 kg                      |
| 브레이크 디스크 지름 (전) | 330 mm                             | 345 mm                        |
| 브레이크 디스크 지름 (후) | 300 mm + Solid Disk                | 314 mm + V-Disk               |
| 적용 타이어               | 미쉐린 파일럿 스포츠4 225/40R18 HN | 피렐리 P-Zero 4 235/35ZR19 HN |

## 1세대 부분변경 모델(PDe N PE)

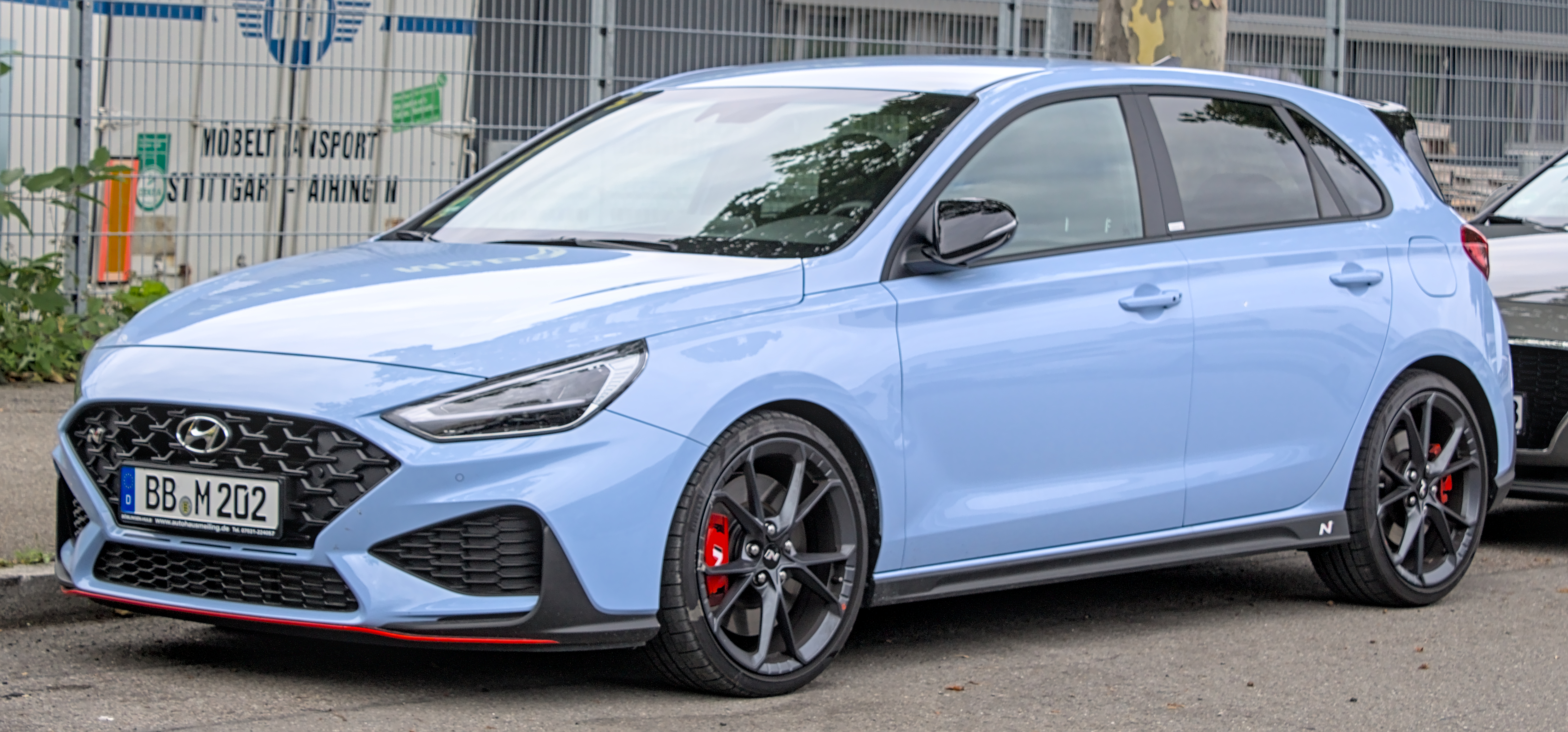
The new i30 N 전측면

### The new i30 N(2021년 5월 31일~2022년 9월)
2021년 5월 31일, 현대자동차 체코 공장에서 부분변경된 신형 i30 N이 생산을 개시했다. 유럽시장에서 기대 이상의 호응을 이끌어내며 성공적으로 유럽 시장에서 안착한 i30 N은 모체가 되는 i30 3세대가 부분 변경 됨에 따라 외관 디자인을 비롯하여 다양한 부분의 변경 및 개선이 진행되었다.
현대자동차의 최신 디자인 큐를 반영한 캐스캐이딩 그릴을 적용함과 동시에 새로운 헤드라이트 디자인을 변경하면서 LED 헤드램프가 적용되었으며 범퍼 및 디퓨저의 디자인이 변경되어 기존 모델 대비 강렬한 이미지를 구축하는 것을 목표로 삼았다.
The new i30 N에는 습식 8단 듀얼 클러치 변속기인 N DCT를 선택할 수 있게 되었으며 기본형 모델의 출력은 250ps로 이전 모델과 동일하지만 퍼포먼스 패키지 선택시 출력이 기존의 275ps대비 5마력 향상된 280ps가 되었다. 가속 성능도 개선되어 수동변속기의 경우 이전 모델 대비 0-100Km/h 가속 시간이 0.2초 단축된 5.9초, 퍼포먼스 패키지가 기본으로 포함된 DCT 모델은 런치 컨트롤 동작 시 0-100Km/h 가속 시간이 5.4초를 기록한다.

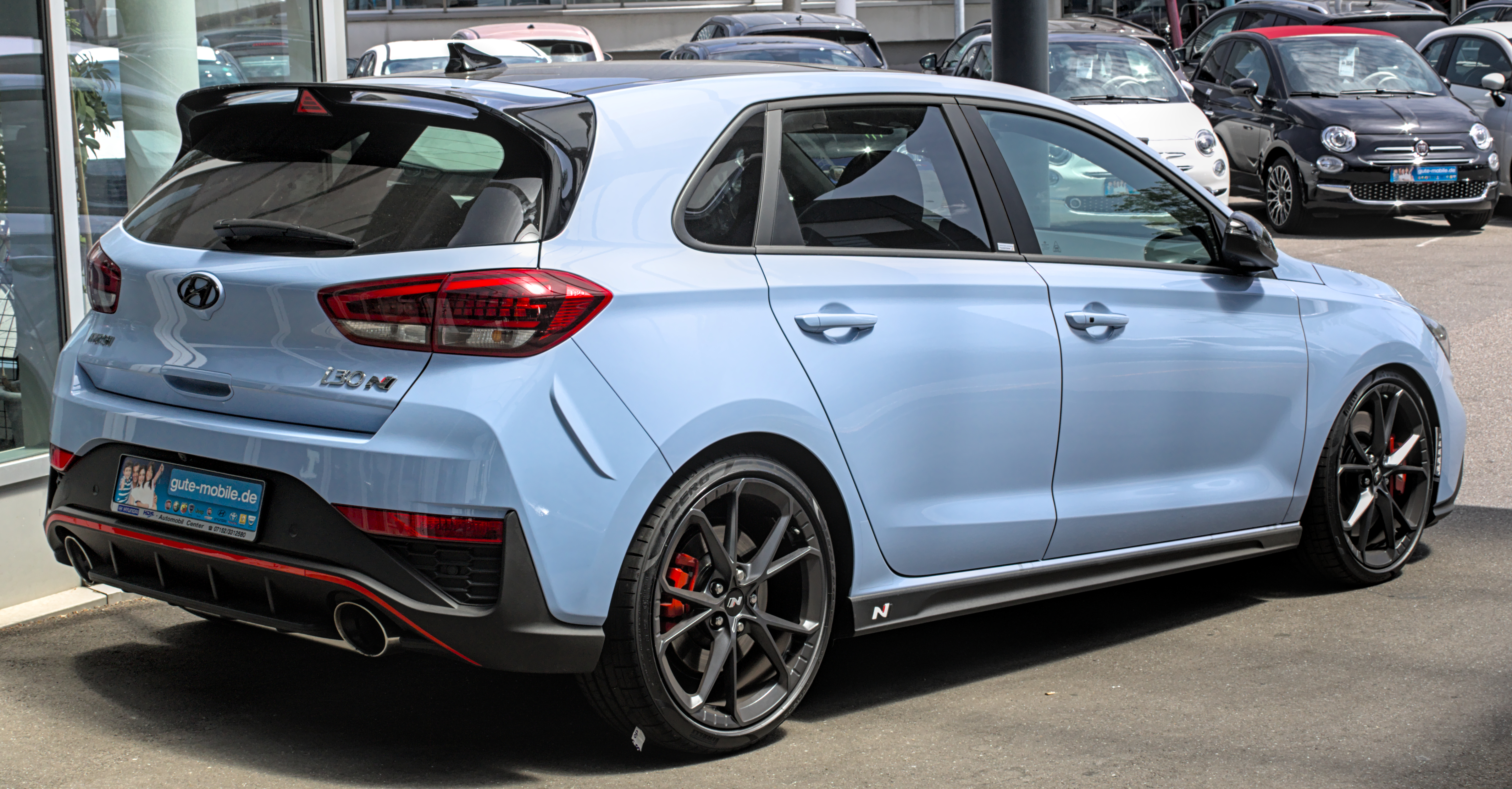
The new i30 N 후측면

### The new i30 N 모델 트림간의 간의 차이점
| 모델 트림                 | Standard                           | N Performance Package                |
| 최고출력                  | 250 PS                             | 280 PS (DCT : 290PS)                 |
| 최대토크                  | 36kg.m/1,500 ~ 4,000rpm            | 40kg.m/1,500 ~ 4,700rpm              |
| 변속기                    | 수동 6단                           | 수동 6단 / DCT 8단                   |
| 공차 중량                 | 1,400 kg                           | 수동 6단 : 1,419kg DCT 8단 : 1,455kg |
| 브레이크 디스크 지름 (전) | 330 mm                             | 360 mm                               |
| 브레이크 디스크 지름 (후) | 300 mm + Solid Disk                | 314 mm + V-Disk                      |
| 적용 타이어               | 미쉐린 파일럿 스포츠4 225/40R18 HN | 피렐리 P-Zero 4 235/35ZR19 HN        |
| 윤거 - 전                 | 1,557mm                            | 1,573mm                              |
| 윤거 - 후                 | 1,566mm                            | 1,564mm                              |

## 관련모델

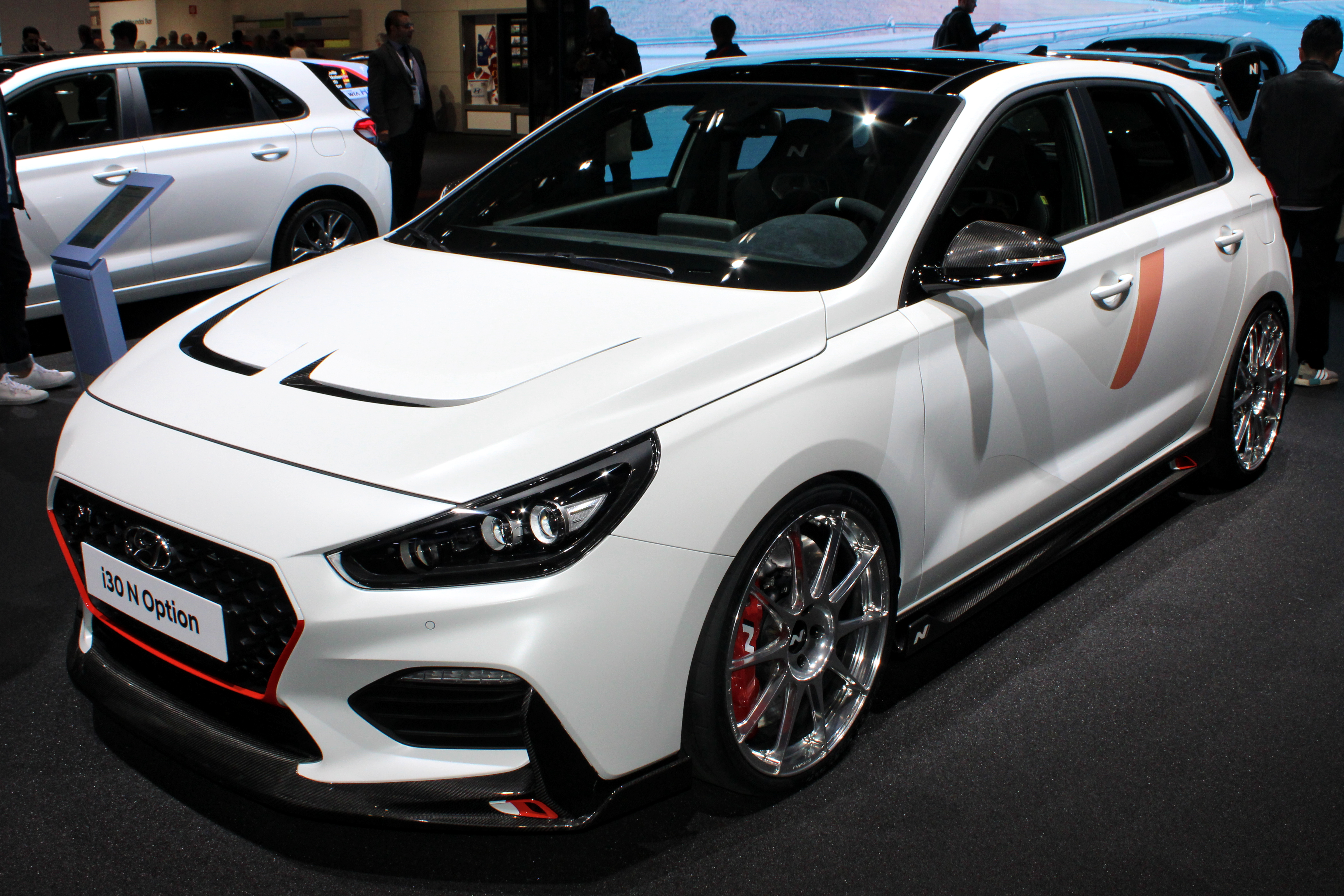
현대 i30 N Option Show Car 전측면

### i30 N Option Show Car (2018년 10월 4일)
2018년 10월 4일, 파리모터쇼에서 공개된 쇼카인 i30 N Option Show Car는 i30 N 오너 층이 원하는 고성능 옵션 파츠를 실제로 적용한 차를 선보임으로서 차후 오너의 취향에 맞는 커스터마이징 파츠를 선보일 것을 밝힘과 동시에 적용한 파츠의 유용성을 어필하는 모델로서 등장했다. N Option Show Car는 총 25가지의 다양한 커스터마이징 파츠를 적용했다. 외부 옵션으로는 N 엠블럼이 추가된 카본 리어 스포일러, 엔진 냉각의 기능을 가지고 있는 에어벤트 추가의 카본 후드, 강렬한 이미지를 추가하는 쿼드팁 머플러, 레드 액센트를 추가한 N 그릴이 적용되었다. 이외에도 경량 20인치 휠과 고성능 세미슬릭 타이어를 적용했으며 N Option Show Car의 이미지를 강조하기 위해 무광 페인트를 사용한 외부 도장을 가지고 있다. 실내 옵션으로는 블랙 카본으로 제작 된 도어트림과 대시보드 에어벤트, 스티어링 커버가 추가되었으며 알칸타라 소재를 적용한 내장재와 스티어링을 적용함과 동시에 스포츠 주행에 대응하며 착좌부에 알칸타라 소재를 적용한 N Option 전용 버켓시트를 장착하고 있다. N Option Show Car는 피스톤 헤드 모양으로 디자인 된 기어 시프트 노브가 적용되었는데, 이 제품은 이후 2019년에 발표되는 i30 N Project C으로 이어져 적용된다.

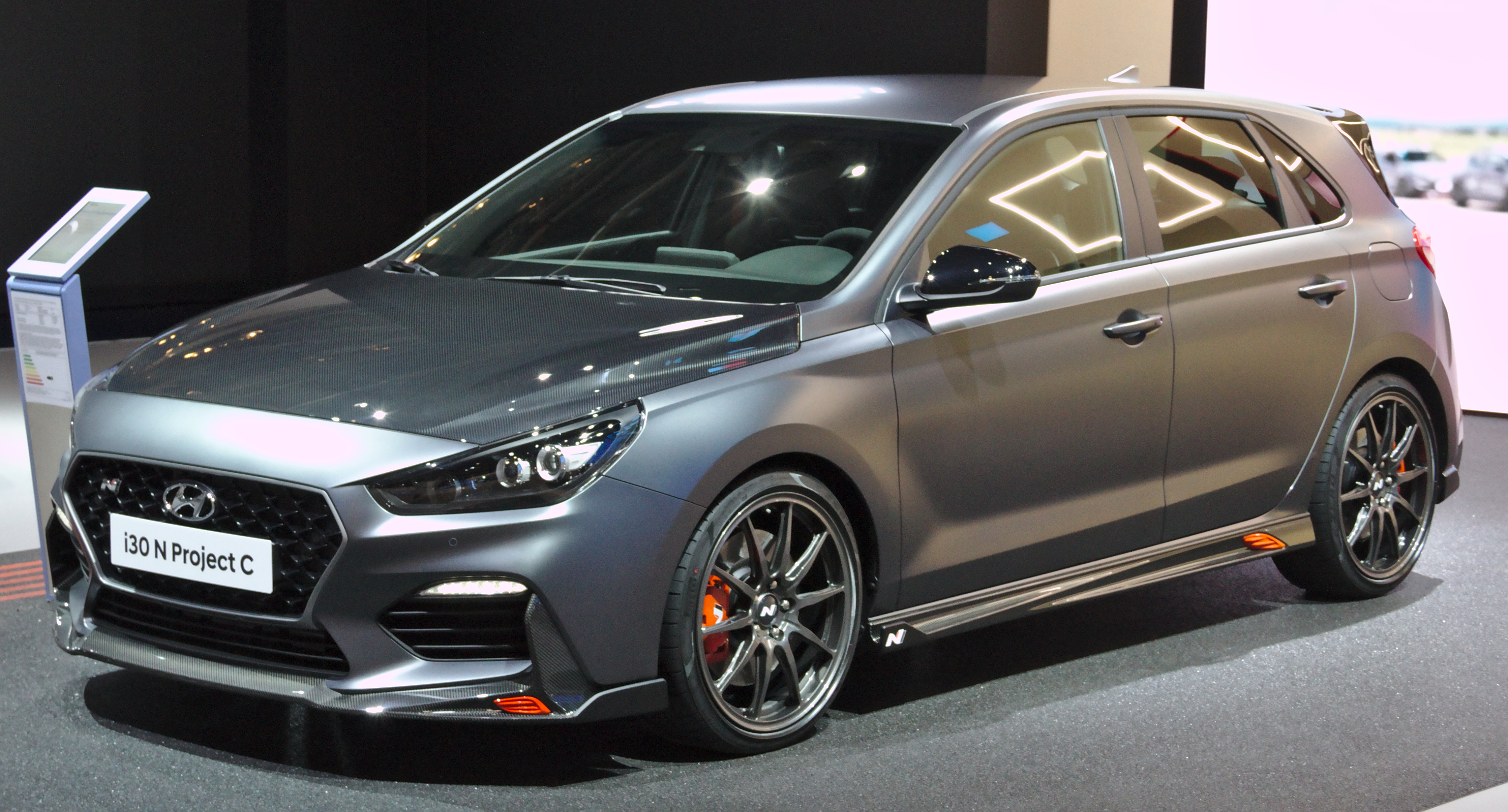
현대 i30 N Project C

### i30 N Project C (2019년 9월 11일~2022년 9월)
2018년에 공개한 i30 N Option Show Car를 통해 선보인 파츠를 일부 적용한 오너 커스터마이징 모델이 2019 프랑크푸르트 모터쇼에서 공개한 i30 N Project C이다. i30 N Project C는 유럽 시장 전용으로 600대 한정 생산하여 판매한 모델이자 N 브랜드 최초의 한정 판매 모델이다. Project C에서 C가 담는 의미는 현대 남양 연구소의 고성능 주행 시험장이 있는 C지구 (Area C),에서 개발되었다는 의미와 카본 파이버(Carbon Fiber)소재를 적용했다는 의미를 담고 있다. 스플리터, 디퓨저, 본넷, 사이드 실등의 부품을 CFRP(Carbon Fiber Reinforced Plastic)으로 구성하여 i30 N 대비 50kg의 경량화(실측 무게는 50.004kg)를 달성함과 동시에 차고는 기존 모델대비 6mm 낮춰졌으며 Project C 전용으로 설계된 서스펜션 댐퍼와 로워링 스프링을 적용하여 차량의 전체적인 무게 중심은 8.8mm 낮아졌다. OZ에서 생산하는 전용 19인치 휠이 적용되어 기존 휠 대비 22kg의 현가하질량 감소를 실현했으며 실내에는 알칸타라 소재를 적극적으로 적용함과 동시에 i30 N Option Show Car에서 호평을 받았던 피스톤 헤드 모양으로 디자인 된 알루미늄 기어 시프트 노브가 Project C에는 약간의 변경을 거쳐 적용되었다.

### i30 N Line (PD, PDe)

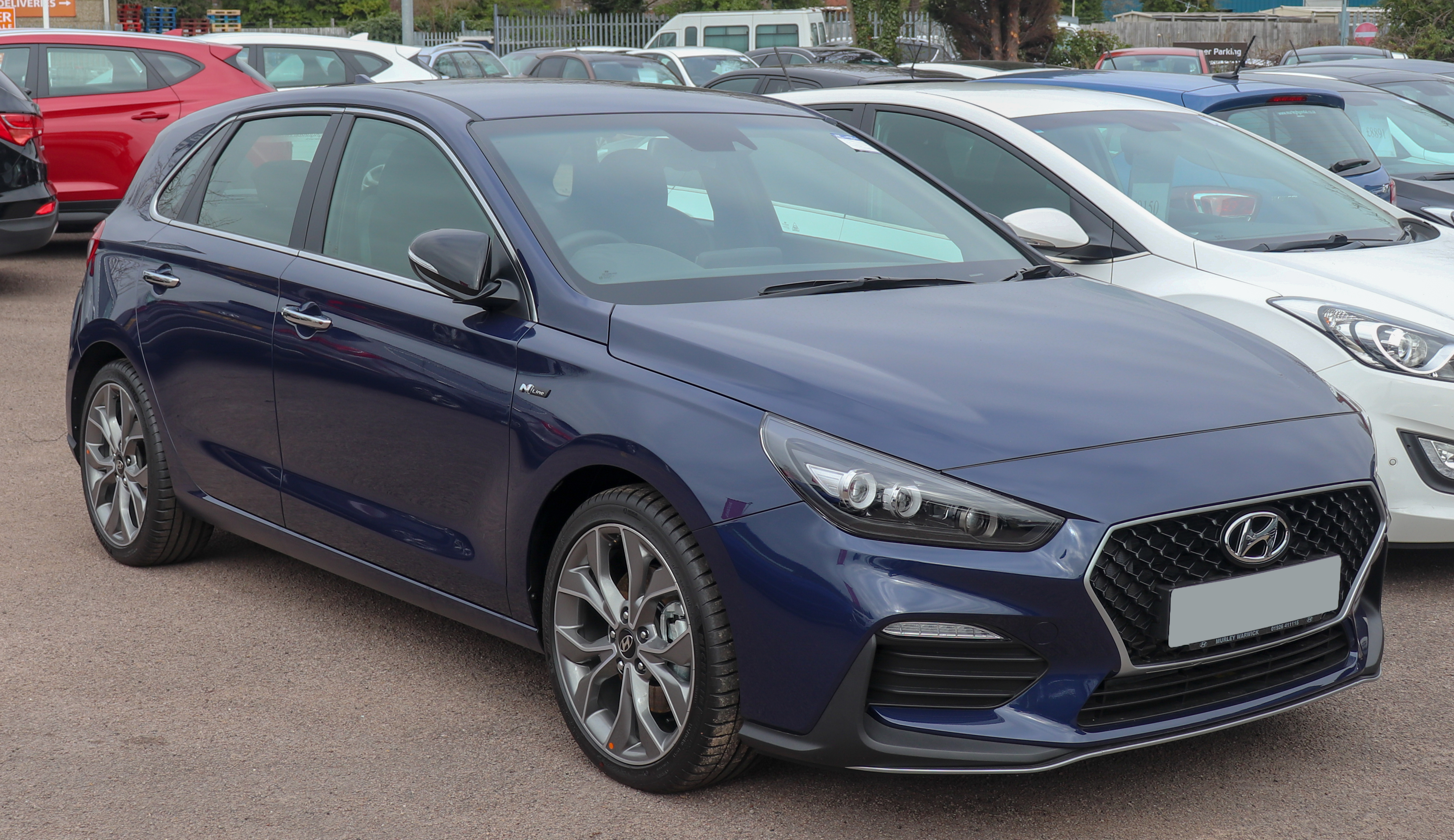
현대 i30 N Line 전측면

i30 N Line은 일반형 모델에 i30 N의 디자인 요소를 추가함과 동시에 서스펜션 및 스티어링 계통의 튜닝을 추가한 버전으로 2018년 8월 유럽지역에 출시되었다, 같은해 2018년 10월 24일 대한민국 시장에 기존의 i30 1.6 터보 모델의 스포츠 프리미엄 트림을 대체하며 출시되었다.
i30 N에서 보여주었던 블랙메쉬 디자인의 N 전용 라디에이터 그릴, 블랙베젤의 헤드라이트, 가로로 배치된 주간주행등, N 전용 리어 범퍼와 리어 디퓨저를 장착함과 동시에 듀얼 머플러 팁이 적용된 배기 시스템이 추가되었고, N Line 전용의 레드 스티치가 추가된 버킷 시트, 레드 포인트로 엑센트를 준 송풍구 및 시트 벨트를 적용함과 동시에 전용 엠블럼을 장착한 스티어링 휠 및 기어노브 등을 추가하여 N Line 모델만의 특징을 추가했다.
스티어링 기어비를 상향조정하여 조향 응답성을 향상시키고 미쉐린 파일럿 스포츠 4 타이어를 기본으로 장착했다, 이와 동시에 기존 모델 대비 브레이크 디스크 사이즈를 확대하고 서스펜션의 감쇄력을 강화하여 주행 성능을 개선함과 동시에 듀얼 클러치 변속기의 TCU 로직을 개선하여 가속 성능이 강화되었다.
대한민국 시장에서는 수동변속기 모델이 제공되지 않았던 i30 3세대 모델은 N Line 트림이 출시되면서 수동변속기 모델이 부활했다, 기본으로 제공되던 7단 건식 듀얼 클러치 자동변속기는 별도의 옵션으로 제공된다.
대한민국 시장에서는 2020년 11월 24일 단종되었으나 해외 시장에서는 부분 변경된 The new i30 (PDe PE) 모델에도 여전히 판매되고 있다.